# Sachiko
Sachiko (jap. さちこ, サチコ) – żeńskie imię japońskie.

## Możliwa pisownia
Sachiko można zapisać używając wielu różnych znaków kanji i może znaczyć m.in.:
- 幸子, „dziecko szczęścia”[1] (występuje też inna wymowa tego imienia: Yukiko)
- 祥子
- 咲智子
- 佐知子

## Znane osoby
- Sachiko Kamo (幸子), japońska tenisistka
- Sachiko Masumi (咲智子), japońska lekkoatletka specjalizująca się w skokach w dal
- Sachiko Morisawa (幸子), japońska tenisistka stołowa
- Sachiko Sugiyama (祥子), japońska siatkarka
- Sachiko Yamashita (佐知子), japońska lekkoatletka specjalizująca się w biegach długodystansowych

## Fikcyjne postacie
- Sachiko Ogasawara (祥子), bohaterka serii Maria-sama ga miteru
- Sachiko Yagami (幸子), bohaterka mangi i anime Death Note
- Sachiko Shinozaki (サチコ), antagonistka gier, mangi i anime Corpse Party